# 黄石河大桥
黄石河大桥（英語：Yellowstone River Bridge）位于美國蒙大拿州Fallon，建于1943-1944年，2010年列入國家史蹟名錄。